# 中国共产党第十八次全国代表大会
中国共产党第十八次全国代表大会（简称中共十八大）于2012年11月8日至14日在北京召开。出席大會的代表2268人，特邀代表57人，代表當時全國8260萬名黨員。

## 简介

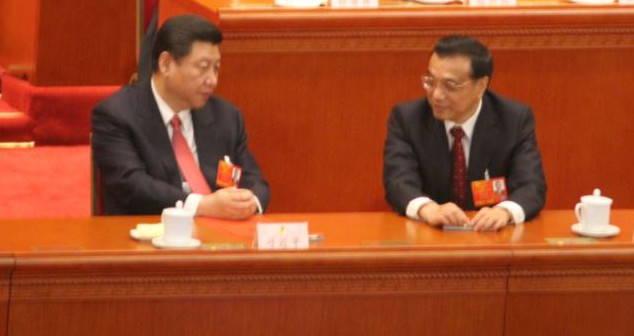
习近平和李克强连任政治局常委

这次大会的主题是：高举中国特色社会主义伟大旗帜，以邓小平理论、“三个代表”重要思想、科学发展观为指导，解放思想，改革开放，凝聚力量，攻坚克难，坚定不移沿着中国特色社会主义道路前进，为全面建成小康社会而奋斗。
大会的议程为：
1. 听取和审查十七届中央委员会的报告；
2. 审查十七届中央纪律检查委员会的工作报告；
3. 审议通过《中国共产党章程（修正案）》；
4. 选举十八届中央委员会；
5. 选举十八届中央纪律检查委员会。

中央邀请党内有关负责同志和部分党外人士列席大会。列席大会的有：不是十八大代表的十七届中央委员会委员、候补委员和中央纪律检查委员会委员；不是十八大代表、特邀代表的原中央顾问委员会委员；曾经列席十七大的党内部分老同志，以及其他有关同志，共314人。作为来宾列席大会开幕会和闭幕会的有：现任和曾任全国人大常委会副委员长、全国政协副主席的党外人士，各民主党派中央、全国工商联主席及在京副主席和无党派人士代表，全国人大、全国政协在京常委中的民主党派、无党派和民族宗教界人士，共147人。
吴邦国主持了大会开幕式。胡锦涛代表第十七届中央委员会向大会作了题为《坚定不移沿着中国特色社会主义道路前进、为全面建成小康社会而奋斗》的报告。
大会通过了关于十七届中央委员会报告的决议、关于《中国共产党章程（修正案）》的决议和关于中央纪律检查委员会工作报告的决议。大会以无记名投票方式，选举出由205名中央委员、171名中央候补委员组成的十八届中央委员会，选举出十八届中央纪律检查委员会委员130名。
在2012年11月15日的中共十八届一中全会上，习近平连任中共中央政治局常委，并当选新一届中央委员会总书记，并接任中共中央军委主席执掌军权（在2013年3月第十二届全国人大会议上将作为虚位元首的国家主席职位交班给习近平）；另一位十七届中央政治局常委李克强也连任（在2013年3月第十二届全国人大会议上接替温家宝出任国务院总理），其他五位中央政治局常务委员会委员依排名次序为张德江、俞正声、刘云山、王岐山、张高丽；十八届一中全会决定范长龙、许其亮为中共中央军事委员会副主席。

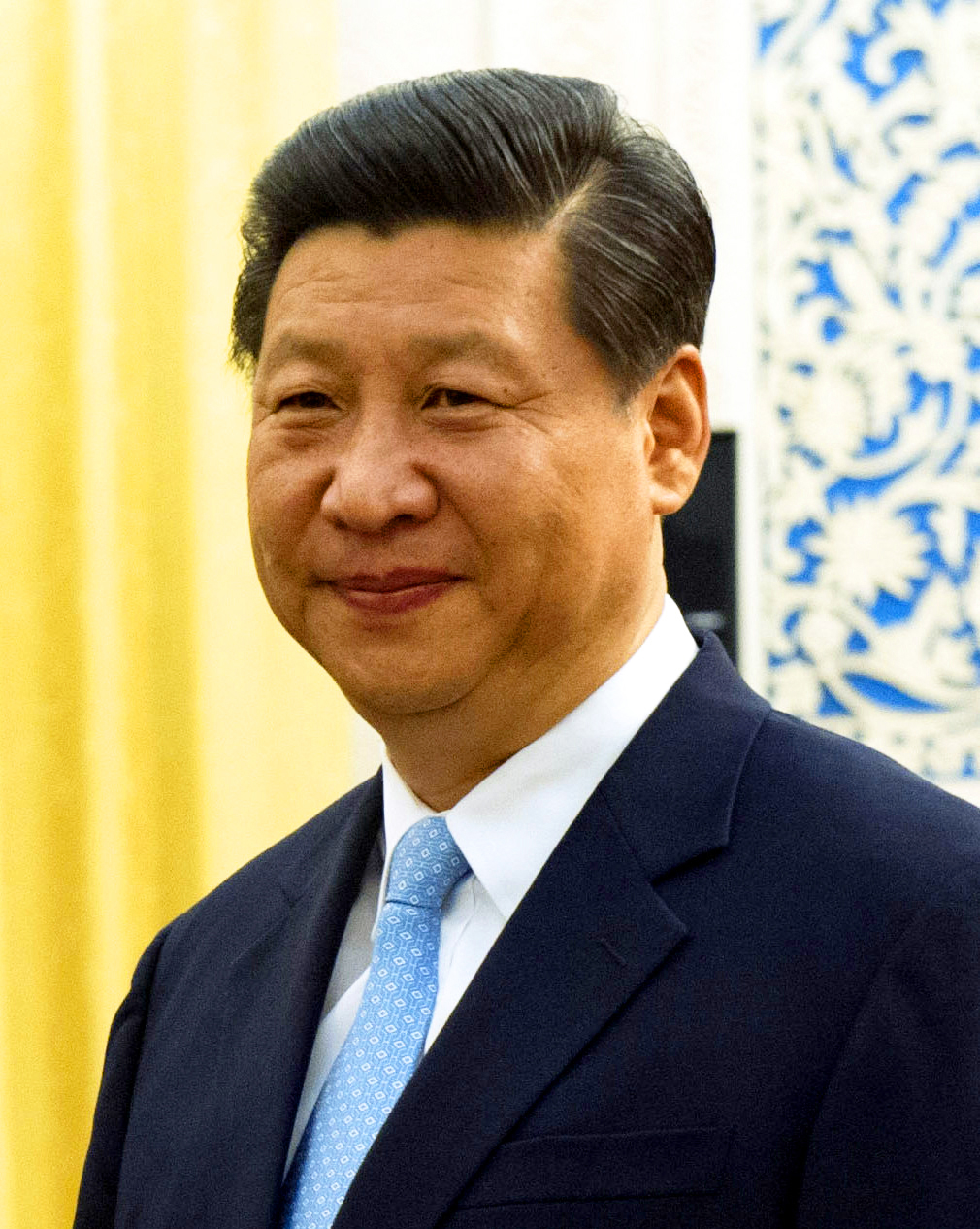
习近平
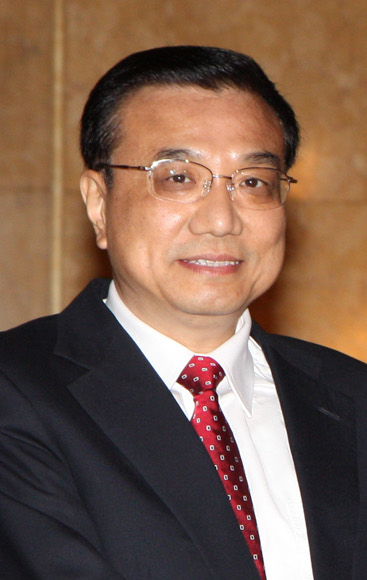
李克强
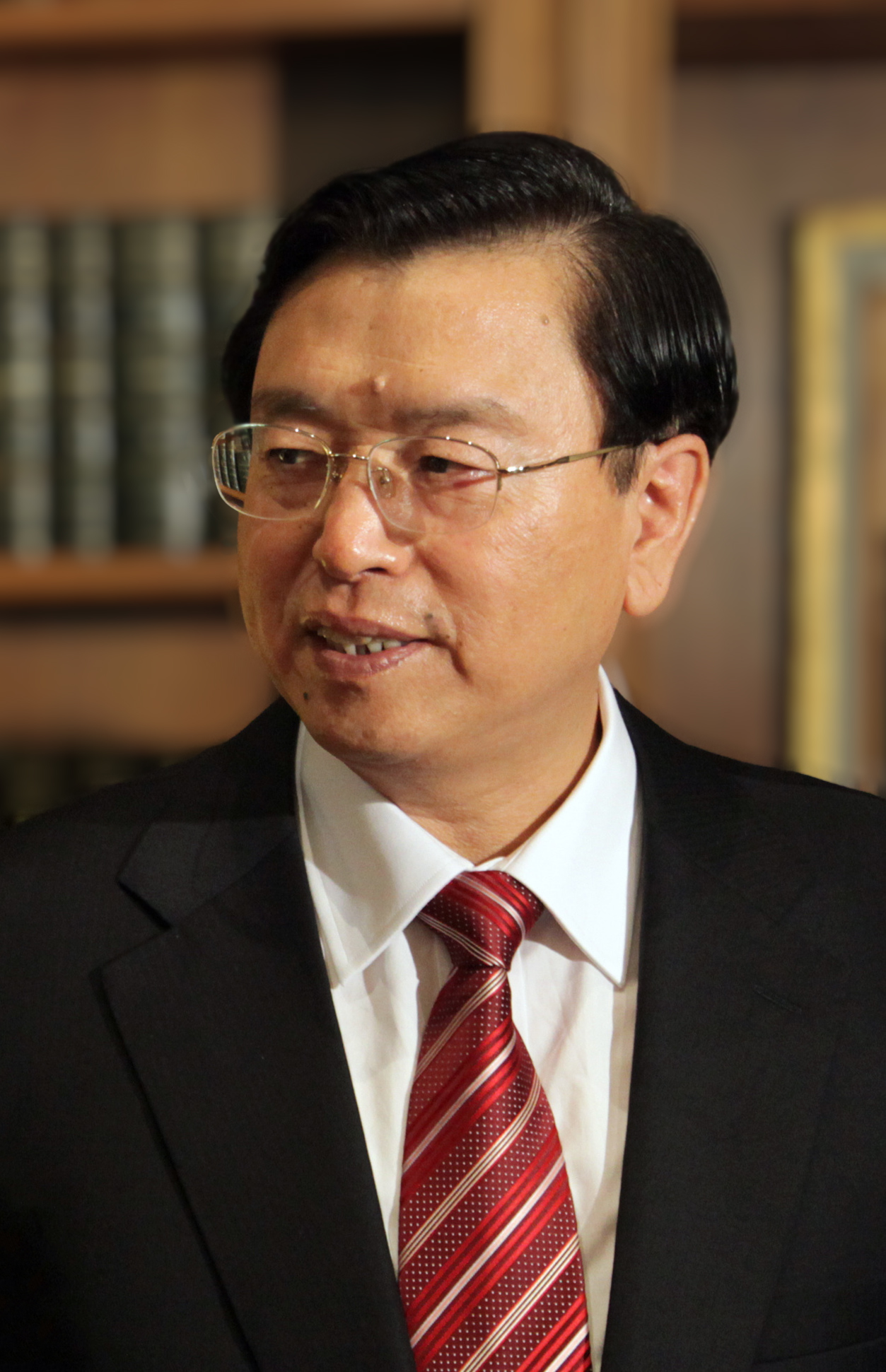
张德江
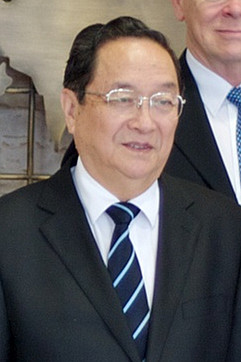
俞正声
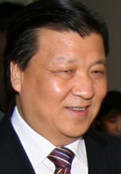
刘云山
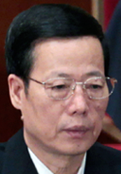
张高丽

## 代表
2011年10月，中共中央印发了《关于党的十八大代表选举工作的通知》。2012年4月至7月，各省、自治区、直辖市、中央直属机关、中央国家机关、中央企业系统（在京）、中央金融系统、解放军和武警部队、香港工委、澳门工委、全国台联等40个选举单位分别召开党代表大会或党代表会议选举产生了2,270名出席党的十八大代表。
全国各选举单位共选举并经中央批准公布代表2,270名。经审查，确认2,270名代表资格有效，其中2名代表在名单公布后因病去世。大会应出席代表2,268名。
参照十七大时的做法，中央确定了57名特邀代表出席党的十八大，特邀代表享有代表同等权利。

## 重要人事分配
- 中国共产党第十八次全国代表大会报告起草组组长：习近平。[11]
- 中国共产党第十八次全国代表大会解放军代表团团长：郭伯雄。[12]
- 中国共产党第十八次全国代表大会解放军代表团副团长：徐才厚、范长龙、许其亮。[12]

## 大会机构
中国共产党第十八次全国代表大会主席团名单
（共247人）
（按姓氏笔画为序）
于广洲、万　里、习近平、马　馼（女）、马　凯、马　飚（壮族）、马兴瑞、王　刚、王　侠（女）、王　珉、王　勇、王　晨、王　毅、王三运、王万宾、王玉普、王正伟（回族）、王东明、王乐泉、王光亚、王伟光、王兆国、王志刚、王岐山、王沪宁、王宜林、王建伟、王胜俊、王洪章、王晓初、王家瑞、支树平、尤　权、车　俊、乌云其木格（女，蒙古族）、尹蔚民、巴特尔（蒙古族）、邓朴方、邓前堆（怒族）、卢展工、田修思、白　洁（女）、白立忱（回族）、白玛赤林（藏族）、白志健、白春礼（满族）、令计划、司马义·铁力瓦尔地（维吾尔族）、吉炳轩、回良玉（回族）、朱小丹、朱之鑫、朱善璐、朱福熙、朱镕基、廷·巴特尔（蒙古族） 、乔　石、华建敏、全哲洙（朝鲜族）、庄仕华、刘　淇、刘　鹏、刘云山、刘亚洲、刘延东（女）、刘奇葆、刘晓江、刘家义、刘福连、江泽民、许达哲、许其亮、许耀元、孙　勤、孙怀山、孙春兰（女）、孙政才、孙思敬、孙家正、苏　荣、苏毅然、杜青林、杜恒岩、李　伟、李　鹏、李长才、李长春、李从军、李东生、李立国、李兆焯（壮族）、李克强、李岚清、李金华、李建华、李建国、李海峰（女）、李继耐、李鸿忠、李景田（满族）、李瑞环、李源潮、杨　晶（蒙古族）、杨传堂、杨栋梁、杨洁篪、杨焕宁、肖、钢、肖　捷、吴邦国、吴官正、吴胜利、吴爱英（女）、吴新雄、何勇、何祥美、何毅亭、冷　溶、汪　洋、汪永清、沈跃跃（女）、沈德咏、宋　平、宋大涵、宋秀岩（女）、张　平、张　阳、张　茅、张　勇、张　毅、张又侠、张庆黎、张国清、张宝顺、张春贤、张研农、张高丽、张海阳、张海迪（女）、张瑞敏、张裔炯、张德江、陆　昊、阿不来提·阿不都热西提（维吾尔族）、陈　元、陈　希、陈　雷、陈至立（女）、陈全国、陈宜瑜、陈奎元、陈炳德、陈德铭、努尔·白克力（维吾尔族）、苗　圩、范长龙、林　军、林左鸣、欧阳淞、尚福林、罗　干、罗志军、罗保铭、周　济、周　强、周小川、周本顺、周生贤、周永康、周伯华、郑万通、房峰辉、孟学农、孟建柱、项俊波、赵　实（女）、赵乐际、赵克石、赵克志、赵宏博、赵洪祝、赵宪庚、胡问鸣、胡和平、胡泽君（女）、胡春华、胡锦涛、柳斌杰、俞正声、姜伟新、姜异康、姜建清、贺国强、秦光荣、袁纯清、袁贵仁、耿惠昌、聂卫国、栗战书、贾东亮、贾庆林、钱运录、铁　凝（女）、徐才厚、徐乐江、徐建一、徐绍史、郭声琨、郭伯雄、郭明义、郭金龙、郭树清、黄兴国、黄奇帆、曹建明、盛光祖、常万全、鄂竟平、梁光烈、梁国扬、尉健行、彭清华、蒋洁敏、蒋超良、韩　正、韩长赋、焦若愚、曾庆红、温家宝、谢伏瞻、谢旭人、强　卫、楼继伟、路甬祥、靖志远、褚益民、蔡　武、蔡英挺、蔡赴朝、雒树刚、廖　晖、廖锡龙、熊群力、薛　莹（女）、戴秉国（土家族）、戴相龙、魏　亮
中国共产党第十八次全国代表大会主席团常务委员会名单
（共41人）
胡锦涛、江泽民、吴邦国、温家宝、贾庆林、李长春、习近平、李克强、贺国强、周永康、王刚、王乐泉、王兆国、王岐山、回良玉（回族）、刘淇、刘云山、刘延东（女）、李源潮、汪洋、张高丽、张德江、俞正声、徐才厚、郭伯雄、李鹏、万里、乔石、朱镕基、李瑞环、宋平、尉健行、李岚清、曾庆红、吴官正、罗干、范长龙、许其亮、何勇、令计划、王沪宁
中国共产党第十八次全国代表大会秘书长名单
习近平
中国共产党第十八次全国代表大会副秘书长名单
刘云山、李源潮、栗战书
中国共产党第十八次全国代表大会代表资格审查委员会名单
（共22人）
- 主任：贺国强
- 副主任：李源潮、李继耐
- 委员：（按姓氏笔画为序）王珉、王勇、王玉普、卢展工、朱善璐、向巴平措（藏族）、苏荣、苏毅然、吴昌德、汪永清、沈跃跃（女）、宋秀岩（女）、张毅、张庆黎、陆昊、努尔·白克力（维吾尔族）、孟学农、黄树贤、常小兵

### 选举产生
- 中国共产党第十八届中央委员会
- 中国共产党第十八届中央纪律检查委员会

## 总书记作报告

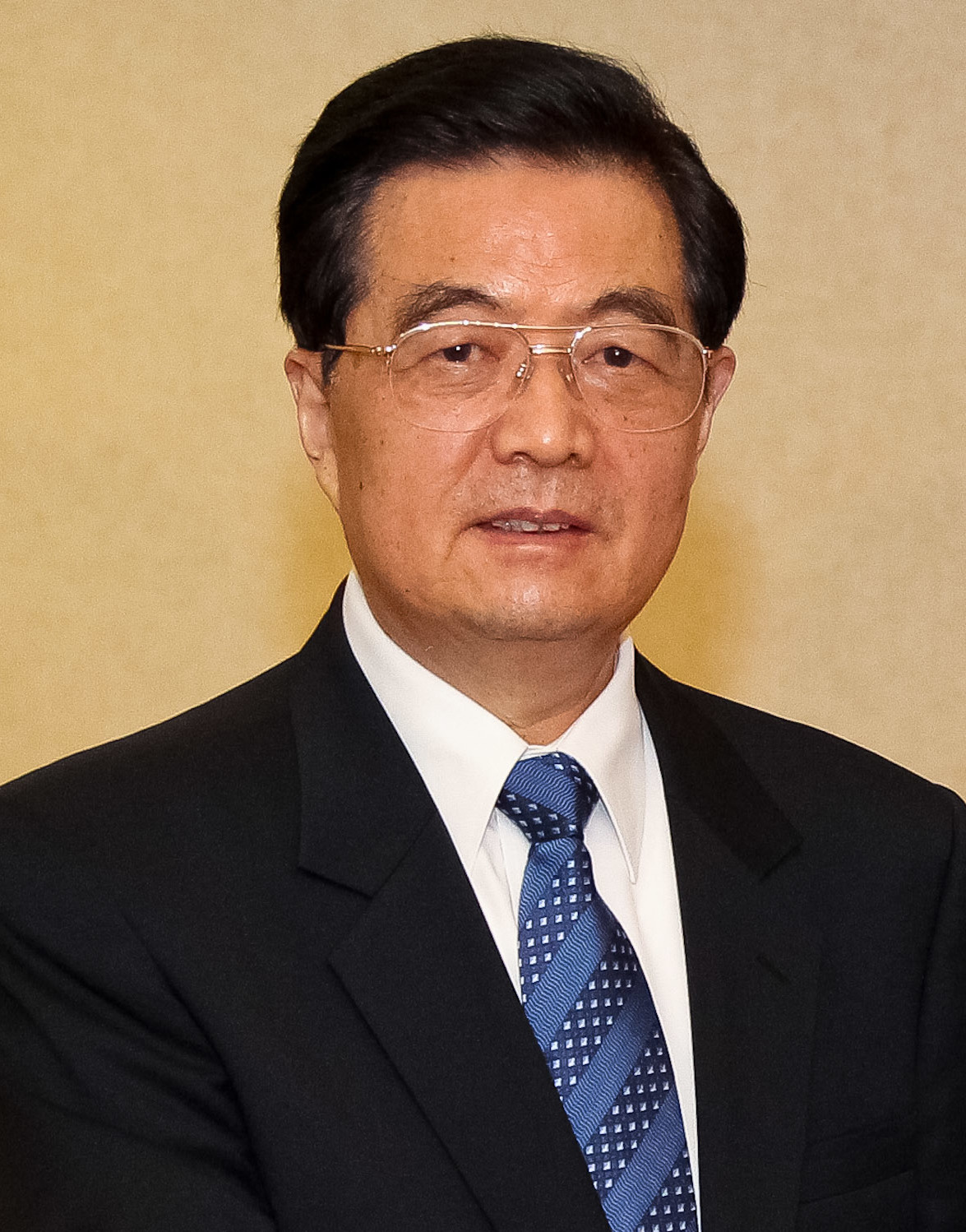
胡锦涛总书记

大会于2012年11月8日上午9时开幕，胡锦涛代表第十七届中央委员会向大会作了题为《坚定不移沿着中国特色社会主义道路前进、为全面建成小康社会而奋斗》的报告，将科学发展观列入党的指导思想。报告“只讲要点不念全文”，口头报告用时90分钟。
报告共分为十二个部分。报告充分肯定了十年来全面建设小康社会的历史成就，提出了要在2020年实现全面建成小康社会宏伟目标，提出了“建设生态文明，是关系人民福祉、关乎民族未来的长远大计”，表示“在改革开放三十多年一以贯之的接力探索中，我们坚定不移高举中国特色社会主义伟大旗帜，既不走封闭僵化的老路，也不走改旗易帜的邪路”。
- 过去五年的工作和十年的基本总结
- 夺取中国特色社会主义新胜利
- 全面建成小康社会和全面深化改革开放的目标
- 加快完善社会主义市场经济体制和加快转变经济发展方式
- 坚持走中国特色社会主义政治发展道路和推进政治体制改革
- 扎实推进社会主义文化强国建设
- 在改善民生和创新社会管理中加强社会建设
- 大力推进生态文明建设
- 加快推进国防和军队现代化
- 丰富“一国两制”实践和推进祖国统一
- 继续促进人类和平与发展的崇高事业
- 全面提高党的建设科学化水平

在本次會議報告中，還提出了「八個必須」：
- 必须坚持人民主体地位；
- 必须坚持解放和发展社会生产力；
- 必须坚持推进改革开放；
- 必须坚持维护社会公平正义；
- 必须坚持走共同富裕道路；
- 必须坚持促进社会和谐；
- 必须坚持和平发展；
- 必须坚持党的领导[22][23]。

## 安保背景

### 国内管制
由于十八大即将召开，政府及有关部门对国企等进行了严格管制。
在铁路安检方面，除常例的易燃易爆物之外，追加“菜刀、餐刀、大型水果刀、工艺品刀、剪刀、钢锉、斧子、锤子等”物品都不准随身携带，必须托运。
北京方面，市交通委发布通知称，要求对17条途径“政治中心”区域的公交车实行封闭车窗的处理，以防止有人“散发传单”。不过此通知发布不久后立即被要求禁止在媒体上刊登，原新华社的报道网页也被删除。北京顺义区警方则发布规定称，当地居民在购买遥控飞机等玩具时需进行实名登记。北京市的商店和超市等都不准出售各类刀具。
北京市的出租车，原则上不允许前往长安街；如果乘客要求前往，有些出租车公司会要求乘客填写一份表格，表明承担一切责任，以便为司机免责。
北京市东城区、丰台区、石景山区、西城区、朝阳区、海淀区的游船已经按照北京交通委员会下达的命令全部停航，只有北海公园、颐和园继续运营。
对于公民上访，北京警察将不分新访、老访、“闹”访，悉数扣押，旋即转交给各省市驻京办，并且要求立即遣送回乡，力争达到“零上访”。
10月份，北京市的维权人士陆续被遣送到乡下，十八大结束之前不准回到北京市。
11月5日，时任中共中央政法委书记周永康到北京市、河北省调查为十八大安保施工的“环京护城河”修建情况。

### 媒体审查
10月26日，工信部就十八大前网络维修、加强监测指出“封网”用词不准。
10月28日，音乐人高晓松称“最近歌曲审查空前严格起来”，带有不吉利字眼的歌曲无法在电视台播出。中华人民共和国文化部一名工作人员对此回应称，该说法有所夸张，并不准确，但审查会“对一些歌曲的内容和措辞更加严厉”。
对于新浪微博、腾讯微博等微博，少部分名家微博如经济学家袁飏、法律学者徐昕被禁言，而删帖力度加大、删号力度也加大。
湖南卫视娱乐资讯类节目《娱乐无极限》，十八大召开期间暂停播出，闭会后恢复正常播出。此外，一些地方电视台的点播频道，也于十八大期间暂停了点播服务。